# گورستان صفوی سیوند
گورستان صفوی سیوند در کنار امامزاده عقیل واقع شده سنگ‌های این گورستان به صفویه و ایلخانی و پیش از آن می‌رسد. بر روی تمامی سنگ‌ها پسوند سیوندی نگاشته شده‌است. سنگ‌ها در طول ۲ متر عرض ۳۰ تا۴۰ سانتی‌متر وارتفاع ۵۰ تا۶۰ سانتی‌متر که در لبه‌های آن اسامی ۱۴ معصوم به صورت نگاشته شده و بر روی آن آیات قرانی درخت گل و نام میت و تاریخ فوت و واژه سیوندی به صورت خط ثلث نوشته شده‌است. ازویژگی‌های این گورستان تفاوت قائل نشدن بین قبور زن‌ها و مردها است. سنگ قبر امزاده عقیل(سلطان کرم) و خیلی از سنگ‌های آن درسال‌های اخیر ربوده شده‌است. این گورستان توسط اهالی روستای قوام آباد و حسین‌آباد وعشایر منطقه وبسبب تعریض جاده صدمات زیادی دیده‌است. این اثر به شماره ۱۵۰۳۵ در تاریخ ۲۰ فروردین ۱۳۸۶ در فهرست آثار ملی ایران به ثبت رسیده‌است. در حالی که این گورستان سیوندیان بوده وروی هر قبر پسوند سیوندی حک شده و با سیوند کنونی تنه ۲ کیلومتر فاصله دارد اما اداره میراث فرهنگی آن را به سعادت آباد که ۳۰ کیلومتر با آن فاصله دارد واگذار کرده‌است.